# ミント・ビア
ミント・ビアは、ビールをベースとするカクテルであり、冷たいタイプのロングドリンク（ロングカクテル）に分類される。グリーン・ペパーミントの量にもよるが、淡い緑色に仕上がる。なお、この緑は着色料によるものなので、着色料の摂取を避けたい場合は、グリーン・ペパーミントをホワイト・ペパーミントに変更するという方法がある。

## 標準的なレシピ
- ビール ＝ 適量
- グリーン・ペパーミント ＝ 10〜30ml

### 作り方
よく冷やしたビール（ただし黒ビールではない）をゴブレット（容量300ml程度）に注ぎ、そこにグリーン・ペパーミントを加えて軽くステアすれば完成である。

### 備考
これはビールを使ったカクテル全般に言えることだが、味が薄くなるためグラスに氷は入れない。